# Parti démocratique idéal
Le Parti Démocratique Idéal (PDI) est un parti politique au Rwanda.

## Histoire
Le parti a d'abord été fondé comme le Parti Démocratique Islamique en 1992.
En 2003, tout comme le Parti Démocratique Centriste, il a été interdit à la suite de la constitution qui a prohibé les partis à caractère religieux. Il a alors effectué une alliance avec le FPR, gagnant 2 sièges. Le secrétaire général Mussa Harerimana a alors été nommé Ministre de l'Intérieur.
Le PDI a poursuivi son alliance avec le FPR pour les élections législatives de 2008, au cours desquelles il a remporté un seul siège. Il est resté membre de l'alliance pour les élections de 2013, conservant son seul siège.